# Quell'ultimo giorno - Lettere di un uomo morto
Quell'ultimo giorno - Lettere di un uomo morto (in russo Письма мёртвого человека?, Pis'ma mërtvogo čeloveka) è un film del 1986 diretto da Konstantin Lopušanskij.

## Trama
Unione Sovietica: Dopo lo scoppio di una guerra nucleare, uno scienziato premio Nobel rifugiatosi nel sotterraneo antiatomico di un museo scrive al figlio disperso, mentre all'esterno razzie di sopravvissuti morenti, piogge acide ed un opprimente controllo poliziesco mostrano l'orrore della devastazione atomica.

## Accoglienza
Fu considerato la "risposta" allo statunitense The Day After - Il giorno dopo, uscito tre anni prima, per la sua sconvolgente analisi della società post-atomica.